# سينثيا دانيال
سينثيا دانيال (بالإنجليزية: Cynthia Daniel)‏ هي مصورة وعارضة وممثلة أمريكية، ولدت في 17 مارس 1976 بغينزفيل في الولايات المتحدة.

## أعمال

### أفلام
- (1995) مذكرات كرة السلة

## وصلات خارجية
- سينثيا دانيال على موقع IMDb (الإنجليزية)
- سينثيا دانيال على موقع ألو سيني (الفرنسية)
- سينثيا دانيال على موقع أول موفي (الإنجليزية)
- سينثيا دانيال على موقع ديسكوغز (الإنجليزية)
- سينثيا دانيال على موقع قاعدة بيانات الفيلم (الإنجليزية)
- سينثيا دانيال على موقع كينوبويسك (الروسية)